# علامة التجارة العادلة
علامة التجارة العادلة المعتمدة هي علامة اعتماد التجارة العادلة المستخدمة في كندا والولايات المتحدة. يظهر على المنتجات كضمان مستقل أن المنتجين المحرومين في العالم النامي يحصلون على صفقة أفضل. علامة التجارة العادلة المعتمدة هي ما يعادل أمريكا الشمالية من علامة شهادة التجارة النزيهة الدولية المستخدمة في أوروبا وأفريقيا وآسيا وأستراليا ونيوزيلندا.
بالنسبة للمنتج الذي يحمل أي من علامات التصديق، يجب أن يأتي من منظمات المنتجين المعتمدين والمعرّفين من قبل FLO-CERT. يجب زراعة المحاصيل وحصادها وفقا لمعايير التجارة العادلة الدولية التي وضعتها FLO الدولية. تتم مراقبة سلسلة التوريد من قبل FLO-CERT لضمان سلامة المنتجات المسمى. فقط التجارة العادلة في الولايات المتحدة الأمريكية أو التجارة العادلة في كندا (سابقا "TransFair USA" و"TransFair Canada،" على التوالي) يمكن للمرخصين استخدام علامة التجارة العادلة المعتمدين على منتجاتهم، ولكن بدأ تدريجيا التخلص التدريجي من هذه العلامة في كندا في عام 2011.
تم تقديم العلامة الكندية المعتمدة للتجارة العادلة من قبل TransFair Canada في السوق الكندية في عام 1997. تم تقديم علامة شهادة التجارة العادلة الأمريكية من TransFair USA في السوق الأمريكية في عام 1998. في عام 2010، بدأت كندا في الترويج لكل من علامة شهادة التجارة العادلة وعلامة تصديق التجارة النزيهة الدولية كجزء من عملية انتقال نحو الأخيرة، والتي أصبحت علامة شهادة التجارة العادلة الأساسية في عام 2011.
في عام 2012، تم تبني تغيير في علامة شهادة التجارة العادلة في الولايات المتحدة مع الاستفادة من تسجيلها عالميًا كعلامة تجارية. تم تصميم العلامة لتظهر بشكل أفضل على الرف من خلال تصميم أكثر بساطة واستخدام اللون. تشير السلة الواحدة ذات الأيدي الممدودة إلى المشاركة و«الأخذ والعطاء» بين المنتجين والمشتريات. تشير الإشارات الخضراء إلى القوة البيئية للتجارة العادلة.